# Antonio Carbajal
Antonio Felix Carbajal Rodríguez (* 7. Juni 1929 in Mexiko-Stadt; † 9. Mai 2023 in León) war ein mexikanischer Fußballspieler. Sein Spitzname lautete „La Tota“. Der Torhüter Carbajal war der erste Spieler, der an fünf Weltmeisterschaften teilnahm, und ist gemeinsam mit fünf weiteren Spielern Rekordspieler mit den meisten Teilnahmen an Fußball-Weltmeisterschaften. Nach dem Tod des Paraguayers Darío Jara Saguier am 22. Januar 2023 war er der letzte lebende Teilnehmer an der Weltmeisterschaft 1950.

## Laufbahn

### Vereine
Mit acht Jahren begann er mit dem Fußball in der Jugend von Real Oviedo, einem Verein aus Mexiko-Stadt. Er durchlief in den nächsten Jahren alle Jugendklassen und zeigte dabei ein großes Talent für das Torhüterspiel. Er durfte erstmals mit 16 Jahren beim damaligen Zweitligisten Oviedo den Stammtorhüter der Seniorenmannschaft vertreten. Er reiste als Ersatztorhüter mit der mexikanischen Amateurfußballauswahl 1948 zu den Olympischen Spielen nach London. Als er aus Europa zurückgekehrt war, wechselte er zum Profiklub Real Club España. Zunächst musste er sich mit der Reservistenrolle begnügen. Aber bereits am 3. Oktober 1948 debütierte er in der Primera División. España gewann mit 3:2 Toren gegen den Lokalrivalen CF Atlante. Im Jahr 1949 zählte der sprungkräftige und mit guten Reflexen ausgestattete Nachwuchstorhüter bereits zum erweiterten Kreis der Nationalmannschaft, in der er tatsächlich bei der WM 1950 in Brasilien debütierte.
Vor dem Weltmeisterschaftsturnier in Brasilien wechselte er zum Club León. Er wurde dort zu einer Legende. Er gewann mit León 1952 und 1956 die mexikanische Meisterschaft und 1958 und 1966 den Pokal. Insgesamt absolvierte er 409 Ligaspiele. Nach seiner fünften WM-Teilnahme 1966 in England beendete er seine aktive Spielerlaufbahn. Der sprungstarke und fangsichere Keeper mit dem dunklen Schnauzbart und der eleganten Haartolle zählt zu den am meisten verehrten Fußballern Mexikos. Er ist Ehrenbürger seiner Heimatstadt León. Dort prangt am Stadion La Martinica eine Erinnerungstafel mit dem Namen von "El Eterno", dem Unsterblichen. Carbajal, der Mann mit der für einen Latino völlig untypischen Bärenruhe, wird bis heute in Mexiko verehrt und bekam, weil er so lange den mexikanischen Fußball personifizierte, den Ehrennamen "El Eterno", der Ewige, verliehen.

### Nationalmannschaft, 1950 bis 1966
Seine erste WM-Teilnahme war bei der Fußball-Weltmeisterschaft 1950 in Brasilien. Nationaltrainer Octavio Vial legte sich unmittelbar vor der WM auf den noch ohne offizielles Länderspiel ausgestatteten Carbajal fest und so debütierte "Tota" beim Eröffnungsspiel der WM am 24. Juni 1950 in Rio de Janeiro im Maracana-Stadion vor 82.000 Zuschauern gegen den WM-Gastgeber. Bei der 0:4-Niederlage gehörte er zu den Besseren seiner Mannschaft und kam deshalb auch in den weiteren Gruppenspielen gegen Jugoslawien (1:4) und die Schweiz (1:2) zum Einsatz. Durch seine Auftritte bei der WM hatte er sich im Nationalteam die Nummer eins gesichert.
Bei seiner vierten Weltmeisterschaftsteilnahme 1962 in Chile, erlebte er ausgerechnet bei seinem 33. Geburtstag am 7. Juni im Estadio Sausalito in Vina del Mar, durch den 3:1-Erfolg im dritten Gruppenspiel gegen den späteren Vizeweltmeister Tschechoslowakei den ersten WM-Sieg einer mexikanischen Nationalmannschaft. Ab dem Jahr 1965 verlor er seinen Stammplatz in der Nationalelf an Ignacio Calderón. Der 37-Jährige reiste deshalb zur WM 1966 nach England als Ersatzmann. Beim letzten Gruppenspiel am 19. Juli 1966 gegen Uruguay kam er dann aber doch noch bei seiner fünften WM-Teilnahme aktiv zum Einsatz. Er konnte beim 0:0-Remis sein Tor sauber halten.
Die Zahl seiner Länderspiele wird unterschiedlich notiert. Horn führt ihn in seinem "Lexikon der internationalen Fußballstars" genau wie Bausenwein in seinem Buch über "Die letzten Männer" mit 86 Länderspielen auf, im weiter ausgewerteten Buch über "Die legendären WM-Torhüter" von B.F. Hoffmann werden dagegen 48 offizielle Länderspiele angegeben. Die offizielle Website des Mexikanischen Fußballverbandes gibt die Anzahl seiner Länderspiele ebenfalls mit 48 an, wobei sie 46 Einsätze benennt und zweimal das Reservistendasein auf der Ersatzbank bei der WM 1966. Carbajal wurde zum "Jahrhundert-Torhüter Nord- und Mittelamerikas" gewählt.
Der Spieler des FC León spielte elf Partien bei folgenden WM-Turnieren:
- Fußball-Weltmeisterschaft 1950 in Brasilien
- Fußball-Weltmeisterschaft 1954 in der Schweiz
- Fußball-Weltmeisterschaft 1958 in Schweden
- Fußball-Weltmeisterschaft 1962 in Chile
- Fußball-Weltmeisterschaft 1966 in England

### Trainer
Von 1969 bis 1995 arbeitete Carbajal nach seiner Spielerkarriere als Clubtrainer. Mit seinem Heimatverein Leon gewann er 1971 und 1972 den Landespokal. Zu seinen Trainerstationen gehörten auch die Engagements bei Unión de Curtidores und Atletico Morelia.

## Neben dem Fußball
Er betrieb als Geschäftsmann erfolgreich einen Glas- und Porzellanhandel. Der neunfache Familienvater kümmerte sich auch um karitative Projekte. Er unterstützte eine Initiative, die drogenabhängigen Jugendlichen durch Fußball einen Ausstieg ermöglichen soll.